# أق منار
أق‌ منار هي قرية في مقاطعة ملكان، إيران. عدد سكان هذه القرية هو 1,461 في سنة 2006.